# War (amerikanische Band)
War [wɔːɹ] (deutsch „Krieg“) ist eine amerikanische Funk-Band, die vor allem in den 1970er und frühen 1980er Jahren erfolgreich war.

## Bandgeschichte
Die Ursprünge der Band gehen zurück bis ins Jahr 1962, als Howard E. Scott und Harold Brown in Compton (Kalifornien) eine Gruppe namens „The Creators“ gründeten. Während der nächsten Jahre kamen Charles Miller, B. B. Dickerson, Lonnie Jordan, Lee Oskar und Papa Dee Allen zur Gruppe, die sich 1968 in „Nightshift“ umbenannte. Produzent Jerry Goldstein brachte die vorwiegend als Live-Formation auftretende Band mit dem Sänger Eric Burdon zusammen, der sich gerade von der zweiten Inkarnation seiner Animals getrennt hatte.
Burdon änderte den Namen der Gruppe in „War“. 1970 erschien das Album Eric Burdon Declares “War”, das ebenso wie die Hit-Single Spill the Wine (Platz 3 in den US-Billboard Charts) erfolgreich war. Es folgte das Doppelalbum The Black-Man’s Burdon. Eric Burdon & WAR waren die letzten Musiker, die mit Jimi Hendrix jammten: Der Auftritt fand am Abend vor dessen Tod am 18. September 1970 statt – in Ronnie Scott’s Jazz Club in London. Das Konzert ist als Audiomitschnitt auf YouTube dokumentiert.
1971 verließ Burdon die Gruppe während einer Europa-Tournee, angeblich wegen Erschöpfung. Die erste ohne Burdon aufgenommene LP War war nur ein mittelmäßiger Erfolg, aber das nächste Album All Day Music brachte die Gruppe 1971 schließlich auf Erfolgskurs. Der Titelsong und Slippin’ into Darkness erreichten als Auskopplungen beide die Top 40 in den USA.
Das Ende 1972 veröffentlichte Album The World Is a Ghetto war das erfolgreichste Album des Jahres 1973 in den USA. Die gleichnamige, erste Auskopplung konnte sich zudem in den Top Ten platzieren, und The Cisco Kid kam bis auf Rang 2 in den US-Hot-100.
Deliver the Word (1973) enthält wiederum zwei erfolgreiche Hitsingles: Gypsy Man (Platz 8) und Me and Baby Brother (Platz 15). Das Album Why Can’t We Be Friends? (1975) verkaufte sich ebenfalls gut und lieferte der Gruppe mit dem gleichnamigen Titelsong sowie Low Rider zwei weitere Top-10-Hits. Letzterer zählt heute zu den bekanntesten Titeln von War. Dieser Song lief im Film Nur noch 60 Sekunden mit Nicolas Cage und im Cheech-und-Chong-Film Viel Rauch um nichts. Cypress Hill borgten sich ebenfalls die Hookline für ihren Hit Lowrider aus.

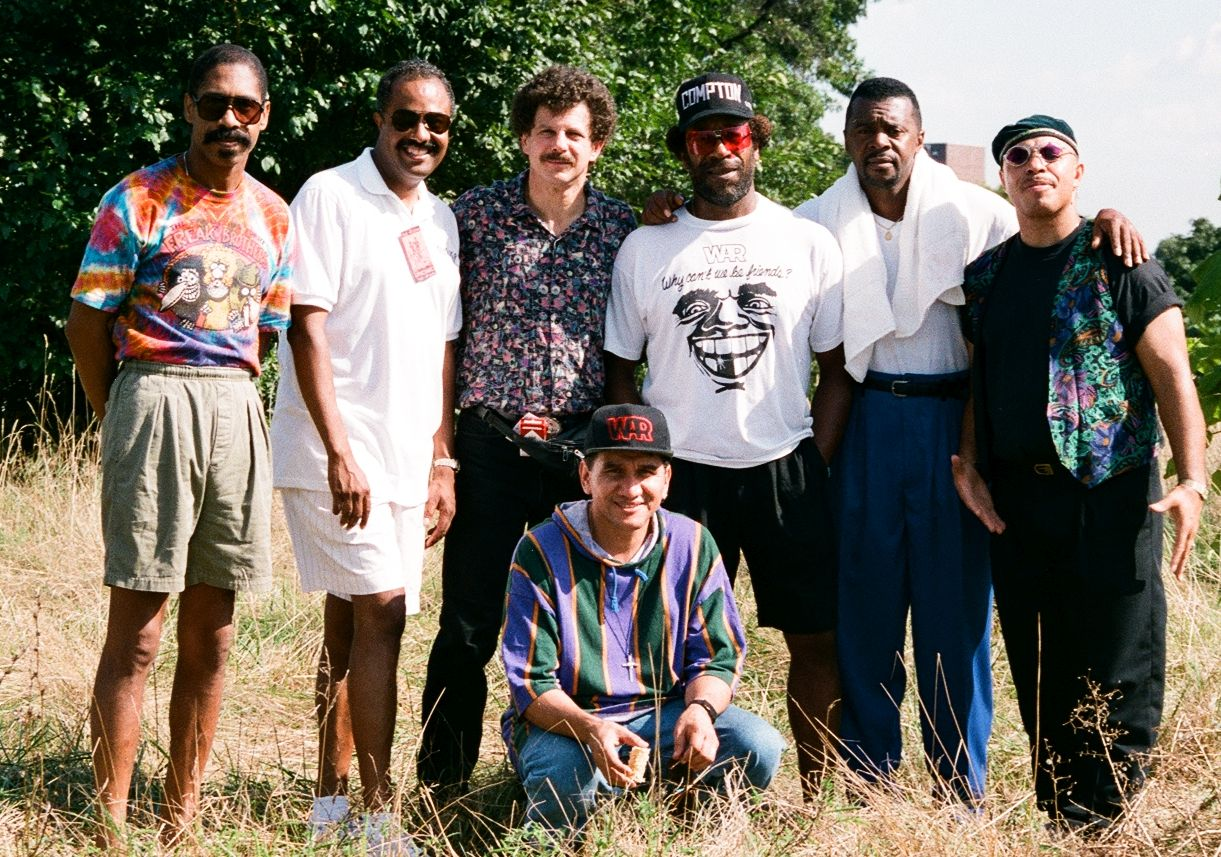
War, 1992

1977 landete War mit Platinum Jazz einen Überraschungserfolg. Ab 1978 begann sich die Gruppe aufzulösen. Das Album Outlaw von 1982 war nur noch mäßig erfolgreich. Erst zwölf Jahre später, 1994, erschien das bisher letzte War-Album Peace Sign, das jedoch floppte. Im selben Jahr wurden Sänger Lonnie Jordan die Rechte am Namen „War“ übergeben.

## Spaltung der Band
Lonnie Jordan tourt heute mit neuen Musikern unter dem alten Namen WAR. Die übrigen ehemaligen Mitglieder touren mit einer neuen Band als „Lowrider Band“. Am 21. April 2008 spielte Jordans War mit Eric Burdon erstmals seit 37 Jahren wieder zusammen. Der einmalige Live-Auftritt in der Royal Albert Hall wurde nur als Bootleg veröffentlicht.
Jordan bestätigte in einem Interview, dass eine weitere Tour mit Burdon nicht ausgeschlossen ist. War veröffentlichte im Oktober 2008 eine Live-CD, Greatest Hits Live, die auch als Blu-ray und DVD erhältlich ist.
2014 veröffentlichte Lonnie Jordan mit seiner Version von WAR das Doppelalbum Evolutionary, was zur Hälfte aus Greatest Hits der alten Formation bestand und zur anderen Hälfte mit neuen Studioaufnahmen bestückt war. Das Album wurde als „Erstes Studioalbum seit 20 Jahren“ beworben. Musikalisch bedient sich Lonnie Jordan in seinen neuen Aufnahmen und Kompositionen bei großen Hits der Gruppe aus vergangenen Zeiten. Obwohl er dies konsequent umsetzte, (L.A. Sunshine wurde beispielsweise in „That L.A. Sunshine“ musikalisch zitiert) gelang der Platte nicht der große Wurf oder das Anknüpfen an alte, erfolgreichere Zeiten. Bei Mamacita sind Tower of Power mit von der Partie.
Obwohl von Seiten der Lowrider Band durch die alten WAR-Bandmitglieder über Facebook und andere Kanäle immer wieder Zeichen der Versöhnung und Re-Union der Band gesendet werden, tourt Lonnie Jordan mit „seiner“ War-Besetzung überwiegend durch die USA, wo eine eingefleischte Fangemeinde zu seinen Konzerten kommt. Jordan gelingt es mit talentierten, jungen Musikern, den alten WAR-Sound nahezu perfekt auf die Bühne zu bekommen. Im März 2021 starb der Bassist Morris „B.B.“ Dickerson.

## Diskografie
Studioalben

| Jahr | Titel                      | Höchstplatzierung, Gesamtwochen, AuszeichnungChartplatzierungen (Jahr, Titel, Platzierungen, Wochen, Auszeichnungen, Anmerkungen) | Höchstplatzierung, Gesamtwochen, AuszeichnungChartplatzierungen (Jahr, Titel, Platzierungen, Wochen, Auszeichnungen, Anmerkungen) | Höchstplatzierung, Gesamtwochen, AuszeichnungChartplatzierungen (Jahr, Titel, Platzierungen, Wochen, Auszeichnungen, Anmerkungen) | Höchstplatzierung, Gesamtwochen, AuszeichnungChartplatzierungen (Jahr, Titel, Platzierungen, Wochen, Auszeichnungen, Anmerkungen) | Anmerkungen |
| Jahr | Titel                      | DE | UK | US | R&B | Anmerkungen |
| ---- | -------------------------- | --- | --- | --- | --- | --- |
| 1970 | Eric Burdon Declares “War” | DE14 (16 Wo.)DE | UK50 (2 Wo.)UK | US18 (27 Wo.)US | R&B47 (5 Wo.)R&B | Erstveröffentlichung: April 1970 Eric Burdon & War Produzent: Jerry Goldstein                                     |
| 1970 | The Black-Man’s Burdon     | DE20 (16 Wo.)DE | UK21 (4 Wo.)UK | US82 (9 Wo.)US | R&B39 (5 Wo.)R&B | Erstveröffentlichung: 22. Dezember 1970 Eric Burdon & War Produzent: Jerry Goldstein                              |
| 1971 | War                        | — | — | US190 (6 Wo.)US | R&B42 (5 Wo.)R&B | Erstveröffentlichung: März 1971 Produzent: Jerry Goldstein                                                        |
| 1971 | All Day Music              | — | — | US16 Gold · (49 Wo.)US | R&B6 (39 Wo.)R&B | Erstveröffentlichung: November 1971 Produzenten: Chris Houston, Jerry Goldstein, War                              |
| 1972 | The World Is a Ghetto      | — | — | US1 Gold · (68 Wo.)US | R&B1 (48 Wo.)R&B | Erstveröffentlichung: November 1972 Produzent: Jerry Goldstein                                                    |
| 1973 | Deliver the Word           | — | — | US6 Gold · (36 Wo.)US | R&B1 (27 Wo.)R&B | Erstveröffentlichung: August 1973 Produzent: Jerry Goldstein                                                      |
| 1975 | Why Can’t We Be Friends?   | — | — | US8 Gold · (31 Wo.)US | R&B1 (23 Wo.)R&B | Erstveröffentlichung: Juni 1975 Produzent: Jerry Goldstein                                                        |
| 1976 | Love Is All Around         | — | — | US140 (5 Wo.)US | — | Erstveröffentlichung: November 1976 War feat. Eric Burdon Produzent: Jerry Goldstein                              |
| 1977 | Galaxy                     | — | — | US15 Gold · (23 Wo.)US | R&B6 (21 Wo.)R&B | Erstveröffentlichung: November 1977 Produzent: Jerry Goldstein                                                    |
| 1978 | Youngblood (Soundtrack)    | — | — | US69 (6 Wo.)US | R&B40 (6 Wo.)R&B | Erstveröffentlichung: Juli 1978 Soundtrack zum gleichnamigen Paul-Carter-Harrison-Film Produzent: Jerry Goldstein |
| 1979 | The Music Band             | — | — | US41 Gold · (16 Wo.)US | R&B11 (19 Wo.)R&B | Erstveröffentlichung: April 1979 Produzent: Jerry Goldstein                                                       |
| 1979 | The Music Band 2           | — | — | US111 (13 Wo.)US | R&B34 (16 Wo.)R&B | Erstveröffentlichung: November 1979 Produzent: Jerry Goldstein                                                    |
| 1982 | Outlaw                     | — | — | US48 (27 Wo.)US | R&B15 (33 Wo.)R&B | Erstveröffentlichung: März 1982 Produzenten: Jerry Goldstein, Lonnie Gordon                                       |
| 1983 | Life (Is so Strange)       | — | — | US164 (4 Wo.)US | R&B36 (10 Wo.)R&B | Erstveröffentlichung: Juli 1983 Produzenten: Jerry Goldstein, Lonnie Gordon                                       |
| 1994 | Peace Sign                 | — | — | US200 (1 Wo.)US | R&B52 (9 Wo.)R&B | Erstveröffentlichung: Juni 1994 Produzenten: Jerry Goldstein, Lonnie Gordon                                       |

Weitere Studioalben
- 1983: The Music Band Jazz
- 1985: Where There’s Smoke
- 1987: On Fire